# Liste der Biografien/Martin, S
Liste der Biografien |
Portal Biografien |
S Personensuche
# |
A |
B |
C |
D |
E |
F |
G |
H |
I |
J |
K |
L |
M |
N |
O |
P |
Q |
R |
S |
T |
U |
V |
W |
X |
Y |
Z |
?
 
Ma |
Mb |
Mc |
Md |
Me |
Mf |
Mg |
Mh |
Mi |
Mj |
Mk |
Ml |
Mm |
Mn |
Mo |
Mp |
Mq |
Mr |
Ms |
Mt |
Mu |
Mv |
Mw |
Mx |
My |
Mz
 
Maa |
Mab |
Mac |
Mad |
Mae |
Maf |
Mag |
Mah |
Mai |
Maj |
Mak |
Mal |
Mam |
Man |
Mao |
Map |
Maq |
Mar |
Mas |
Mat |
Mau |
Mav |
Maw |
Max |
May |
Maz
 
Mara |
Marb |
Marc |
Mard |
Mare |
Marf |
Marg |
Marh |
Mari |
Marj |
Mark |
Marl |
Marm |
Marn |
Maro |
Marp |
Marq |
Marr |
Mars |
Mart |
Maru |
Marv |
Marw |
Marx |
Mary |
Marz
 
Marta |
Marte |
Marth |
Marti |
Martj |
Martl |
Martm |
Martn |
Marto |
Martr |
Marts |
Martt |
Martu |
Martw |
Marty |
Martz
 
Martia |
Martic |
Martie |
Martig |
Martik |
Martil |
Martim |
Martin |
Martir |
Martis |
Martit |
Martiu |
Martiv
 
Martin, A |
Martin, B |
Martin, C |
Martin, D |
Martin, E |
Martin, F |
Martin, G |
Martin, H |
Martin, I |
Martin, J |
Martin, K |
Martin, L |
Martin, M |
Martin, N |
Martin, O |
Martin, P |
Martin, Q |
Martin, R |
Martin, S |
Martin, T |
Martin, U |
Martin, V |
Martin, W |
Martin, Z |
Martina |
Martinb |
Martinc |
Martind |
Martine |
Marting |
Martinh |
Martini |
Martinj |
Martink |
Martino |
Martinp |
Martins |
Martinu |
Martiny |
Martinz
Die Liste der Biografien führt alle Personen auf, die in der deutschsprachigen Wikipedia einen Artikel haben. Dieses ist eine Teilliste mit 31 Einträgen von Personen, deren Namen mit den Buchstaben „Martin, S“ beginnt.

## Martin, S

### Martin, Sa
- Martin, Sally (* 1985), neuseeländische Schauspielerin
- Martin, Sam (* 1983), US-amerikanischer Singer-Songwriter
- Martin, Sandy (* 1949), US-amerikanische SchauspielerinSandy Martin (* 1949)

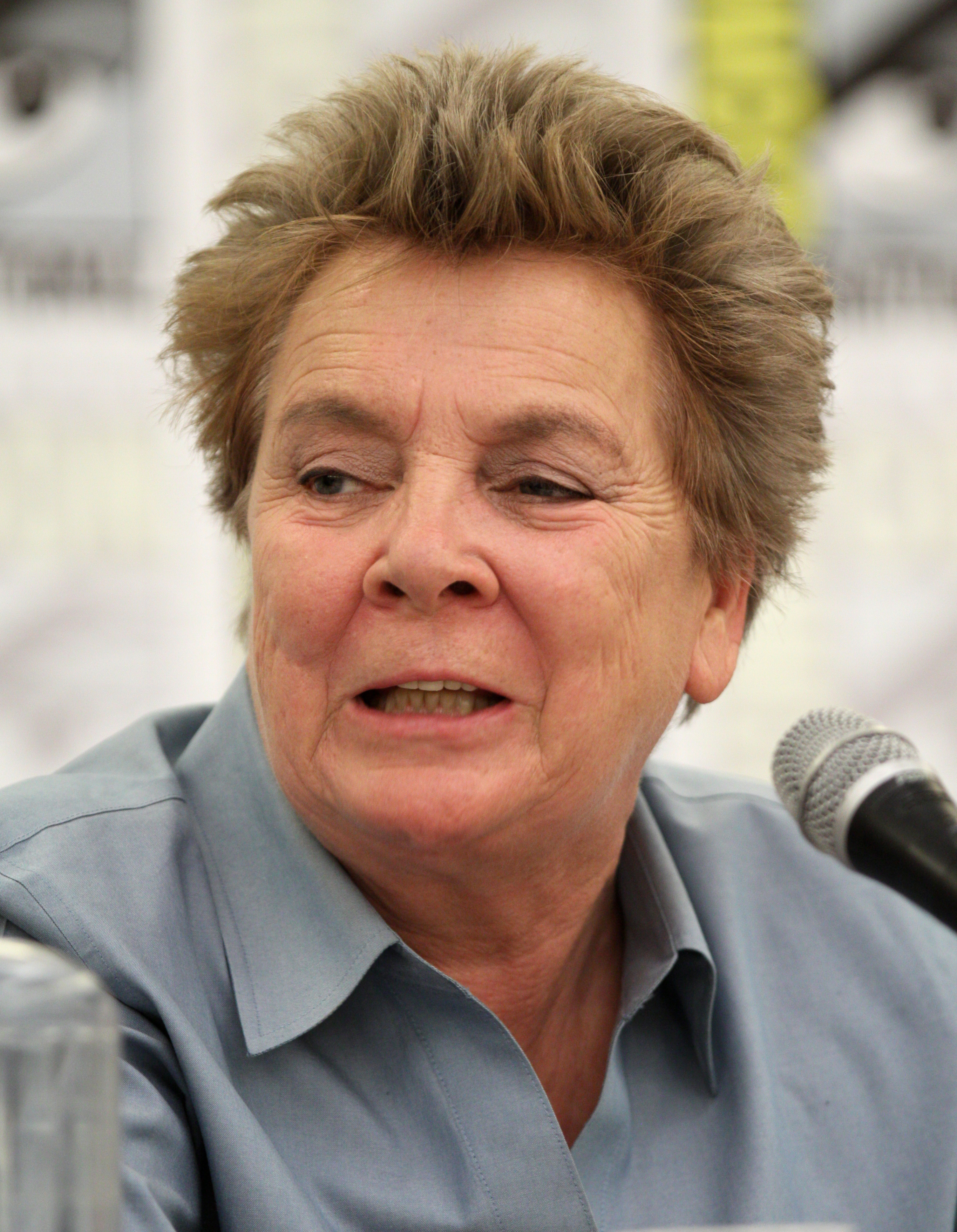
Sandy Martin (* 1949)

- Martin, Sara (1884–1955), US-amerikanische Blues- und Vaudeville-Sängerin
- Martín, Sara (* 1999), spanische Radrennfahrerin
- Martin, Sascha Oliver (* 1970), deutscher TV-Moderator, Autor und Medientrainer

### Martin, Sc
- Martin, Scott (* 1982), australischer Kugelstoßer und Diskuswerfer
- Martin, Scott (* 1997), schottischer Fußballspieler

### Martin, Se
- Martin, Selina (1882–1972), englisch-britische Suffragette
- Martin, Séra (1906–1993), französischer Leichtathlet

### Martin, Sh
- Martin, Shaun (1978–2024), amerikanischer Gospel- und Fusionmusiker (Piano, Komposition) und Musikproduzent
- Martin, Sheilah (* 1956), kanadische Juristin

### Martin, Si
- Martin, Siegmund Peter (1780–1834), deutscher liberaler Politiker
- Martin, Silvia (* 1987), italienische Ruderin
- Martin, Simeon (1754–1819), US-amerikanischer Politiker
- Martin, Simona (* 1975), italienische Naturbahnrodlerin

### Martin, Sk
- Martin, Skip (1916–1976), US-amerikanischer Saxophonist, Klarinettist, Arrangeur und Komponist des Jazz und der Popmusik
- Martin, Skip (1928–1984), britischer Schauspieler

### Martin, Sl
- Martin, Slater (1925–2012), US-amerikanischer Basketballspieler

### Martin, So
- Martin, Sonja (1962–2019), österreichische Filmschauspielerin der 1980er-Jahre
- Martin, Sophie G. (* 1975), Schweizer Biologin

### Martin, Sp
- Martin, Spencer (* 1995), kanadischer Eishockeytorwart

### Martin, St
- Martin, Stacy (* 1990), französisch-britische Schauspielerin
- Martin, Stephen (* 1959), britischer Hockeyspieler
- Martin, Steve (* 1945), US-amerikanischer Komiker, Schriftsteller, Musiker, Produzent und SchauspielerSteve Martin (* 1945)

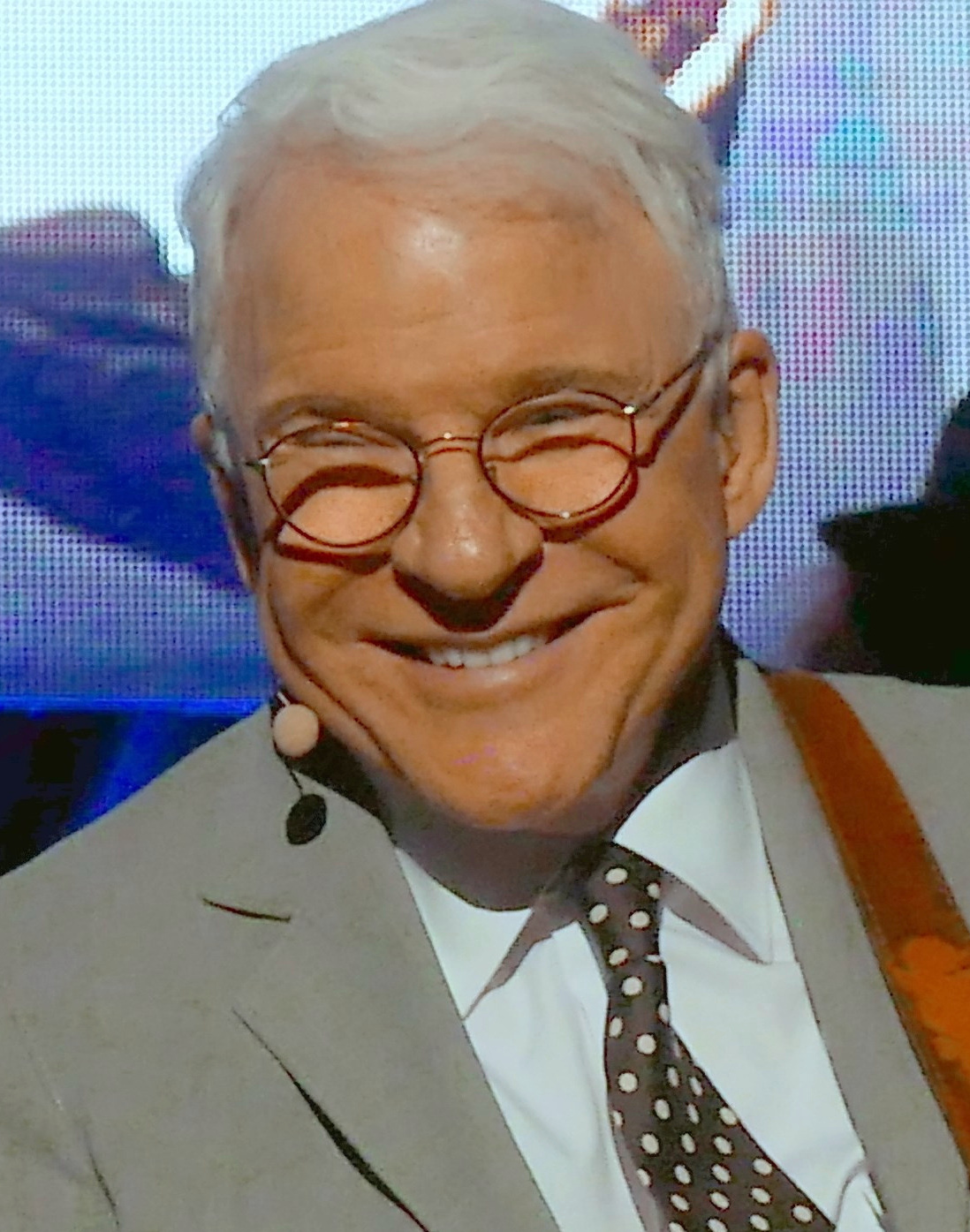
Steve Martin (* 1945)

- Martin, Steve (* 1968), australischer Motorradrennfahrer
- Martin, Strother (1919–1980), US-amerikanischer Schauspieler
- Martin, Stu (1938–1980), amerikanischer Jazzschlagzeuger
- Martin, Stuart (* 1986), britischer Schauspieler

### Martin, Su
- Martin, Suse (* 1949), deutsche Juristin und Vorsitzende Richterin am Bundesfinanzhof

### Martin, Sy
- Martin, Sybille (* 1958), deutsche Übersetzerin